# Benaderingstechniek Gevaarlijke Personen
Benaderingstechniek Gevaarlijke Personen (BtGP) is een procedure die door de politie in Nederland wordt ingezet als zij te maken krijgen met een persoon of personen die vuurwapengevaarlijk (kunnen) zijn. 

## Procedure
Als de politie te maken heeft met een verdachte met een (nep)vuurwapen of een melding krijgt dat iemand met een vuurwapen loopt, dan kan diegene door de politie benaderd worden waarbij zij het dienstvuurwapen richten en gericht houden. De agenten geven een waarschuwing, bijvoorbeeld: "Als je naar je wapen grijpt, wordt er geschoten". 
Wanneer mogelijk vuurwapengevaarlijke personen uit een voertuig gehaald moeten worden, wordt ook de zogeheten uitpraatprocedure toegepast. Daarbij krijgen de verdachten stapsgewijs opdrachten om uit de auto te komen. 

Als de verdachte niet luistert naar de waarschuwing lost de politie een waarschuwingsschot. Dit is een schot in de lucht (niet gericht op de verdachte). Als de verdachte dan nog niet luistert, schiet de politie gericht op de verdachte. In dat geval wordt bij voorkeur gericht op de benen van de verdachte. Dit wordt aanhoudingsvuur genoemd, en is bedoeld om de verdachte(en) aan te houden, niet om te doden.